# Oncocnemis pernotata
Oncocnemis pernotata är en fjärilsart som beskrevs av Augustus Radcliffe Grote 1883. Oncocnemis pernotata ingår i släktet Oncocnemis och familjen nattflyn. Inga underarter finns listade i Catalogue of Life.